# SEVEN WONDERS
「SEVEN WONDERS」（セブン ワンダーズ）は藤井フミヤの22枚目のシングル。2002年5月22日にソニー・ミュージックアソシエイテッドレコーズからリリースされた。

## 概要
前作「ALL THIS LOVE」から約5か月ぶりとなるシングル。
CD購入者チケット特別先行予約のお知らせとして2002年全国ツアー「THE PARTY」チケット先行予約案内が封入。公演は7月17日の大宮ソニックシティから10月7日の名古屋センチュリーホールまでが対象。アルバム早聞きCDプレゼント応募券も封入された。

## 収録曲
全曲作詞：藤井フミヤ　全曲編曲：屋敷豪太
1. SEVEN WONDERS（4:40）
作曲：屋敷豪太
2. Brand new love(single edit)（5:03）
作曲：屋敷豪太
ハウス食品ジャワカレーCMソング
3. Equal(single edit)（5:45）
作曲：藤井フミヤ・屋敷豪太